# Куд пукло да пукло (ТВ серија)
Куд пукло да пукло хрватска је теленовела снимана од 2014. до 2016. године.
У Србији је премијерно приказивана од 2015. до 2016. године на телевизији Прва. Касније је репризирана на телевизији Б92 (1. сезона) и О2 (2. сезона). Од 2021. се поновно приказује на каналу Нова.

## Радња
Радња је смештена у сликовитом Оштровцу, селу на ободу националног парка. У средишту приче су ренџер националног парка Дамир (Момчило Оташевић) и докторка Катарина (Мирна Медаковић Степинац) која због дединог тестамента долази да живи у Оштровац. Катаринин деда Ђуро (Мате Гулин), који је већину живота проживео као самотњак, тестаментом оставља милион евра својим унуцима Катарини, Томиславу (Миран Курспахић) и Креши (Јанко Поповић Воларић), али уз услов да годину дана проведу у његовој трошној кући у Оштровцу. У случају да не успеју у томе, новац припада селу.
Како је село на ивици пропасти – млади одлазе, нема перспективе – овај новац би могао да значи спас. Зато ће село, барем испочетка, радити све како би Ђурине унуке „истерало“ и добило тај милион. На челу месног одбора је Дамиров отац Миле (Милан Штрљић), док његов љутити противник Свето (Жарко Радић) ради све како би засео на његову позицију. У одбору су још и конзервативна учитељица Барбара (Еција Ојданић), свештеник Мирко (Иван Херцег), Милин најбољи пријатељ Стипе (Миодраг Кривокапић) и Ане (Барбара Вицковић), власница локалне крчме. Свако од њих, осим свештеника, види некакав свој интерес у „терању“ Ђуриних унука из села, али то не смеју да раде очигледно и јавно.
Ђурини унуци тако морају да се боре и са селом и са свакодневним егзистенцијалним недаћама – у Ђуриној кући нема ни струје ни воде, па је њихов боравак у селу на неки начин и битка за преживљавање у условима на које као градска деца нису навикли. Да ситуација буде још тежа, у борби за Ђурин милион нису јединствени. Томислав, под великим утицајем своје мајке Милице (Сања Вејновић), ради све како би Крешу и Катарину елиминисао као потенцијалне наследнике и сав новац задржао за себе.
Дамир се лагано заљубљује у Катарину, и покушава на све начине да јој живот у месту буде што лакши. Зато долази у сукоб и с оцем и с осталим мештанима, а посебно с Анином ћерком Сњежаном (Јагода Кумрић) која је заљубљена у њега и жели да Катарина оде. И Катарина ће ускоро почети да осећа нешто према Дамиру али ће се суздржавати због вереника којег има у Загребу, па ће њено понашање Дамира прилично збуњивати. Уз све те препреке, између ње и Дамира постоје и на први поглед непремостиве разлике у карактерима. Он је помало конзервативни локални галеб који мисли да зна „шта жени треба и где јој је место“ док је Катарина еманципована и снажна личност, тврдоглава на деда Ђуру.

## Улоге
| Глумац                 | Лик                      | Циклуси | Циклуси |
| Глумац                 | Лик                      | 1       | 2       |
| ---------------------- | ------------------------ | ------- | ------- |
| Мирна Медаковић        | Катарина Дошен Гавран    | Главни  | Главни  |
| Момчило Оташевић       | Дамир Гавран             | Главни  | Главни  |
| Милан Штрљић           | Миле Гавран              | Главни  | Главни  |
| Миодраг Кривокапић     | Стипе Жуљ                | Главни  | Главни  |
| Стјепан Перић          | Љубо Жуљ                 | Главни  |         |
| Асим Угљен             | Јосип Тепавац            | Главни  | Главни  |
| Еција Ојданић          | Барбара Мургић           | Главни  | Главни  |
| Жарко Радић            | Свето Тепавац            | Главни  | Главни  |
| Јанко Поповић Воларић  | Крешимир "Крешо" Коларић | Главни  | Главни  |
| Миран Курспахић        | Томислав Мамић           | Главни  | Главни  |
| Барбара Вицковић       | Ане Јеласка              | Главни  | Главни  |
| Сузана Николић         | Зденка Гавран            | Главни  | Главни  |
| Јагода Кумрић          | Сњежана Јеласка Мамић    | Главни  | Главни  |
| Тијана Печенчић        | Дијана Мургић Тепавац    | Главни  | Главни  |
| Сања Вејновић          | Милица Мамић             | Главни  | Главни  |
| Жељко Перван           | Марко Дошен              | Главни  | Главни  |
| Иван Херцег            | дон Мирко Комадина       | Главни  |         |
| Весна Томинац Матачић  | Вишња Дошен              | Главни  | Главни  |
| Јелена Перчин          | Миранда Жеравица         |         | Главни  |
| Владимир Посавец Тушек | Дарио Жеравица           |         | Главни  |
| Катја Рожмарић         | Сара Жеравица            |         | Главни  |
| Моника Михајловић      | Тина Жеравица Божић      |         | Главни  |
| Петар Бурић            | Мате Божић               |         | Главни  |
| Томислав Крстановић    | Дон Фрањо Олић           |         | Главни  |

### Главне
- Катарина Дошен - Докторка из Загреба. Катарина је згодна, паметна, духовита, тврдоглава, непослушна и врло страсна кад се бори за своје ставове. Завршила је медицину из жеље да помаже људима али јој је већ након годину дана рада (на замени) у болници, постало јасно да јој се посао своди на бројеве, а не људе што је прилично фрустрира. У дугогодишњој је вези с Денисом (доктором) који је повремено вара али то она не зна.

- Дамир Гавран - Ренџер из Оштровца. Згодан, духовит, спретан, забаван. Одгојен је традиционално, али у породици с пуно љубави тако да су љубав и брига за фамилију (и село) дубоко усађени у њега. Он је у ствари добри дух села јер како се брине о националном парку тако се брине и о селу. Док се његов отац заноси великим плановима, Дамир је покретач сваке акције (поправак дечјег игралишта, фарбање школе...).

- Миле Гавран - Дамиров отац. Своју улогу председника месног одбора озбиљно схвата. Изборна је година и његов је програм: спасити село од расељавања тако да покреће давно затворену пилану. Миле је око свега смртно озбиљан и ретко се смеје, али то не значи да је Миле мргуд. Миле је срчан, храбар и никад не одустаје од помагања другима, чак и кад они то не желе.

- Стипе Жуљ - Милетов најбољи пријатељ и Љубин отац.

- Љубо Жуљ - Дамиров и Јосипов најбољи друг и Стипетов син.

- Јосип Тепавац - Дамиров и Љубин најбољи друг и Светин син.

- Барбара Мургић - Дианина мајка и сеоска учитељица.

- Свето Тепавац - Јосипов отац и Милетов противник.

- Крешимир Коларић - Катаринин и Томиславов брат од тетке. На почетку делује као најсмиренији и најозбиљнији али то је зато што је једини од њих у озбиљним проблемима. Крешини су родитељи умрли, један за другим и теча и тетка су му једина породица коју има. Крешо је преко своје фирме прао новац, а није баш тога био свестан и сад страхује да ће му сваки час полиција закуцати на врата.

- Томислав Мамић - Катаринин и Крешин брат од тетке. Син најмлађе Ђурине ћерке Милице. Од мајке је наследио аверзију према овом селу и селу уопште и не признаје живот ван града. Његов је сан да буде богат. Пријатног изгледа, шминкер, арогантан, духовит (највише сам себи), бахат, зна да буде јако слаткоречив али је у суштини ленштина и не превише бистар.

- Ане Јеласка - Власница сеоске крчме.

- Зденка Гавран - Дамирова мајка.

- Сњежана Јеласка - Анина ћерка, а касније Томиславова супруга.

- Диана Мургић - Барбарина ћерка, а касније Јосипова супруга.

- Милица Мамић - Томиславова мајка. Ђурина ћерка слика је и прилика свог оца. Најмлађа од њих, најдуже је остала у селу и то породици никад није опростила, као ни оптужбе да је она убила мајку (мајка је наиме умрла на порођају). Милица у свему гледа само колики је њен део. И од њега не одустаје ни по коју цену. Та ће њена карактерна црта да изађе на видело у трци за наследство за које она искрено мисли да припада само њој.

- Марко Дошен - Катаринин отац.

- Мирко Комадина - Свештеник, изузетно образован, паметан и духовит. Сељанима је више психијатар и саветник, са свима је у одличним односима јер им не паметује него помаже чак и у физичким пословима, једино га учитељица сматра лошим свештеником.

- Вишња Дошен - Катаринина мајка.

- Миранда Жеравица - Глумица у покушају и супруга Дарија Жеравице.

- Дарио Жеравица - Рачуновођа.

- Сара Жеравица - Дариова млађа ћерка.

- Тина Жеравица - Дариова старија ћерка, а касније Матина супруга.

- Мате Божић - Полицајац који је заменио Љубу на позицији у Оштровцу.

- Дон Фрањо Олић - Свештеник који је заменио дон Мирка.

### Епизодне
- Ђуро Дошен (Мате Гулин) - Катаринин, Томиславов и Крешин деда (сезона 1).

- Дон Анте Рукавина (Славко Јурага) - Свештеник из Красинца.

- Др. Денис Освалдић (Мислав Чавајда) - Катаринин бивши вереник (сезона 1).

- Вјекослав Бокарица (Роберт Угрина) - Кршни момак из Красинца.

- Златко Бокарица (Игор Хамер) - Вјекославов брат.

- Ружа Тепавац-Прпа (Нада Абрус) - Светина сестра (сезона 1).

- Срећко Брбота (Саша Аночић) - Дианин отац.

- Славе (Јосип Клобучар) - Земљорадник из Оштровца.

- Иве (Иван Братковић) - Славин најбољи пријатељ.

- Инспектор Иван Ракић (Славен Кнезовић) - Госпићки инспектор, а касније начелник општине.

- Џек Прпа (Мишо Михочевић) - Светин зет.

- Мирсад "Мике" Бајрамовић (Армин Оремовић) - Хармоникаш из Босне.

- Сузана Жеравица (Сандра Лончарић) - Дариова бивша жена и Сарина и Тинина мајка (сезона 2).

- Ика Орешковић (Асја Јовановић) - Старица из Оштровца која је Тини преписала кућу (сезона 2).

## Сезоне
| Сезона | Сезона | Број епизода    | Приказивање у Хрватској                     | Приказивање у Србији                       |
| ------ | ------ | --------------- | ------------------------------------------- | ------------------------------------------ |
|        | 1      | 171 (1 – 171)   | 15. септембар 2014 — 7. јун 2015. (Нова ТВ) | 23. фебруар 2015 — 6. октобар 2015. (Прва) |
|        | 2      | 179 (172 – 350) | 7. септембар 2015 — 9. јун 2016. (Нова ТВ)  | 7. октобар 2015 — 29. јул 2016. (Прва)     |